# Ariel Svoboda
Ariel Svoboda (Buenos Aires, Argentina 12 de junio de 1985) es un baloncestista argentino que juega de base. Gracias a poseer la ciudadanía italiana por herencia familiar, pudo desarrollar una larga carrera en el baloncesto profesional de Italia, actuando siempre en las diversas categorías del ascenso de ese país. 

## Carrera
Descendiente de inmigrantes checos por el lado paterno, gracias a su madre cuenta también en su familia con antepasados provenientes de Génova y Regio de Calabria, lo que le facilitó la obtención de la ciudadanía italiana.
Se formó como baloncestista en las divisiones juveniles del Ramos Mejía Lawn Tennis Club, siendo luego reclutado por Ferro, tradicional club de su Buenos Aires natal. Luego de su debut con los profesionales en la Liga Nacional de Básquet, tuvo un paso por el Aironi Novara de la LegaDue de Italia, regresando un año y medio después a Ferro, que en ese momento se encontraba militando en el Torneo Nacional de Ascenso. Allí tuvo la oportunidad de jugar a la par de su hermano Javier Svoboda. 
En julio de 2006 disputó el Campeonato Argentino de Básquet con la selección de Capital Federal, guiando al equipo en la conquista del certamen. Luego de eso, ya con más experiencia, retornó a Italia donde permaneció por tres temporadas en el Latina Basket, equipo con el que alcanzaría el ascenso a la Legadue en 2009. Posteriormente consiguió lo mismo con el Barcellona en 2010 y con el Trapani en 2011.
Los problemas del club siciliano -renombrado como Pallacanestro Trapani Sporting Club- lo obligaron no sólo a renunciar a su ascenso, sino también a retroceder hasta la Divisione Nazionale C. Pese a ello Svoboda decidió continuar en el plantel, convirtiéndose en un referente para el equipo. De ese modo lo condujo a la victoria en la Copa Italia DNC (en la que fue premiado como MVP de las finales) y al ascenso a la Divisione Nazionale B.  
Acabada la experiencia en Trapani, estuvo cerca de ser fichado por el Biella de la Divisione Nazionale A, pero terminó arreglando con el Treviso en la Divisione Nazionale B, donde llegó en febrero de 2014.
Posteriormente jugó en el Robur Osimo y a mitad de campeonato se unió al Castellano UDAS Cerignola, ambos clubes de Serie C. En el verano del 2015 dio el salto a la Serie B, contratado por el Basket Scauri, y unos meses más tarde, más precisamente en enero de 2016, fue convocado por el Biella, lo que le permitió mostrarse en la Serie A2. 
Concluida su participación en Biella, fue convocado por el Ramos Mejía Lawn Tennis Club para jugar a la par de Martín Cuello y Eduardo Vasirani en el Torneo Pre-Federal, pero prefirió permanecer en Italia para volver a la Serie B como miembro del Basket Ortona. Sin embargo terminó desvinculándose del club en enero de 2017 para concluir la temporada jugando para el Aurora Desio.
Los siguientes tres años los pasó en la misma división, vistiendo la camiseta de Vicenza, Green Basket Palermo, Cestistica Torrenovese (donde sólo jugó dos partidos), y Virtus Cassino.
En 2020, reiniciadas las actividades suspendidas por la pandemia de COVID-19, arregló su incorporación al New Basket Time Latina, un equipo de la Serie C Silver. Al año siguiente se unió a la plantilla del Vis Reggio Calabria, club de la Serie C Gold. Tras una temporada allí, fichó con el Pallacanestro Marsala de la misma categoría.

## Selección nacional
Svoboda fue miembro del seleccionado juvenil de baloncesto de Argentina que disputó el Campeonato Sudamericano de Baloncesto de Cadetes de 2002.

## Palmarés

### Ascensos
| Título             | Club                     | País   | Año         |
| ------------------ | ------------------------ | ------ | ----------- |
| Serie A Dilettanti | Latina Basket            | Italia | 2008 - 2009 |
| Serie A Dilettanti | Basket Barcellona        | Italia | 2009 - 2010 |
| Serie A Dilettanti | Trapani                  | Italia | 2010 - 2011 |
| Serie C Dilettanti | Pallacanestro Trapani SC | Italia | 2011 - 2012 |

### Campeonatos nacionales
| Título                                   | Club                     | País   | Año         |
| ---------------------------------------- | ------------------------ | ------ | ----------- |
| Copa Italia Lega Nazionale Pallacanestro | Pallacanestro Trapani SC | Italia | 2011 - 2012 |

## Note
1. ↑  Ariel Svoboda, un argentino en Latina
2. ↑  Jugadores FeBAMBA por el mundo: Ariel Svoboda
3. ↑  La De' Longhi annuncia di aver tesserato Ariel Svoboda
4. ↑  Colpaccio Robur, arrivano Quaglia e Svoboda
5. ↑  Ariel Svoboda firma per i cannibali Archivado el 3 de febrero de 2015 en Wayback Machine.
6. ↑  La società scaurese ha già ufficializzato l'ingaggio della guardia-play Ariel Svoboda
7. ↑  L'Angelico firma Ariel Svoboda Archivado el 27 de enero de 2016 en Wayback Machine.
8. ↑  Basket Inside (13 de julio de 2016). «SERIE B UFFICIALE: Ortona ingaggia Ariel Svoboda». Consultado el 21 de enero de 2017.
9. ↑  Arriva Svoboda e l'Aurora ritrova il successo in Aldo Moro
10. ↑  Tramarossa Vicenza: il mercato si chiude con l’arrivo di Ariel Svoboda
11. ↑  Al Green Basket Palermo arriva l’italo-argentino Ariel Svoboda, per lui siglato un biennale fino al 2020.
12. ↑  Ariel Svoboda firma alla Cestistica Torrenovese
13. ↑  Serie B: la Virtus Cassino firma Sylvere Bryan e Ariel Svoboda
14. ↑  Ecco la New Basket Time, al centro del progetto giocatori e tecnici di Latina